# Philistina javanus
Philistina javanus är en skalbaggsart som beskrevs av Jan Krikken 1979. Philistina javanus ingår i släktet Philistina och familjen Cetoniidae. Inga underarter finns listade i Catalogue of Life.